# 二角大柄菱
二角大柄菱（学名：Trapa macropoda var. bispinosa）为千屈菜科菱属四角大柄菱的变种。分布在日本及中国大陆的江西等地，多生于赤湖等湖内水域。

## 别名
新组合